# مديرية ميفعة عنس

تعديل مصدري - تعديل

مديرية ميفعة عنس هي إحدى مديريات محافظة ذمار في اليمن. بلغ عدد سكانها 60854 نسمة عام 2004.
تقع في الجهة الشرقية من المحافظة، مساحتها 616 كم2. ويسكنها 61,444 نسمة، مركز المديرية عنس.

## الآثار القديمة والإسلامية
تحتوي المديرية على عدد من المواقع الأثرية من عصور ما قبل التاريخ والعصر الحميري وبعض الآثار من العصر الإسلامي.

### هكر
تبعد 15 كم إلى الجنوب الشرقي من مدينة ذمار، وهي مدينة حميرية قديمة لا تزال مأهولة إلى الآن. تتميز المدينة بموقعها فوق ربوة عالية، وتحيط بها أراض زراعية، كما تتميز بالآثار التي لا يخلو منها مسكن، وأبرز آثارها نقش كتابي يعلو باب المسجد القديم يعود إلى عهد الملكين ياسر يهنعم وابنه شمر يهرعش نقش في حوالي 281 م بمناسبة الانتهاء من ترميم سور المدينة وبناء نوبات الحراسة عليه، ولا تزال أجزاء كبيرة من السور المذكور قائمة إلى الآن.

### حمة ذياب
تقع إلى الشرق من ذمار على بعد حوالي 40 كم. يتم الوصول إليها عبر طريق إسفلتي يبدأ من مدينة ذمار، ويمر جوار جبل اللسي، وبقية الطريق صار جاهزاً للرصف.
يحتوي الموقع على بقايا قصور ومنازل سكنية من العصر الحميري، بعضها لا زال قيد الاستعمال من قبل الأهالي حتى الآن.
ولا تزال أجزاء من السور القديم بدرجاته الحلزونية وكذلك البوابات تظهر بوضوح حتى اليوم وخاصة في الجزء الجنوبي للموقع، وتوجد مجموعة كبيرة من البرك، أكبرها البركة التي يحيط بها ثلاثة منازل أشبه بقصور. تزين جدران المساكن قطع حجرية عليها كتابات وزخارف نباتية وحيوانية من العصر الحميري.

### الجرشة
موقع أثري من العصر اليمني، لا يزال مسكونا حتى الآن في أجزاء منه، يتميز بطابعه الريفي المميز الذي يمتزج فيه عبق التاريخ مع أصالة الضيافة وسلاسة الاستقبال.

### خربة أفيق
عبارة عن تل صخري كبير يحيط به سور لا تزال بعض أساساته واضحة، وتوجد فيه بركتين للمياه. وفي محيط قرية أفيق يوجد موقع أثري يحتوي على بقايا مباني مشيدة بأحجار مهندمة ومدافن للحبوب محفورة في الصخر، وبرك منقورة في الجبل، ويحتوي مسجد أفيق على أحجار منقوشة ربما نقلت من مواقع أثرية قديمة ترجع إلى فترة ما قبل الإسلام.

### حورور
مدينة أثرية قديمة في شرق جبل اسبيل تبعد عن مدينة ذمار شرقاً بمسافة 33 كم، وفيها لا زال أحد القصور الحميرية محتفظاً بالكثير من تفاصيل البناء، إلى جانب برك المياه والنقوش الكتابية الحميرية، وفي حورور كان مولد الشاعرة غزال المقدشية في النصف الثاني من القرن الثالث عشر الهجري.

### الكولة
قرية قديمة شرق مدينة ذمار يمر فيها طريق ذمار البيضاء، وهي قابعة على مرتفع صخري يحيط به قاع فسيح، تنتشر في القرية، والجبال المحيطة بها آثار متنوعة ما بين نقوش مسندية ورسوم صخرية لحيوانات مثل الوعول والظباء، وأشهر آثار الكولة: الحاجز الحميري الممتد وسط الوادي الزراعي الخصب والذي كان يمنع انجراف تربة الوادي بفعل السيول المتدفقة إليه في مواسم الأمطار.

### سنبان
مدينة كبيرة يمر فيها طريق ذمار – البيضاء، يوجد بها آثار لمبانٍ حميرية ونقوش كتابية قديمة وجوارها يوجد جبل كبير يسمى (يَرَخ)، وفي المحيط يوجد عدد من المواقع الأثرية مثل: جبل بحضان، وحمة الضبع، وحمة الزعتر.

### الأهجر
تقع الأهجر إلى الغرب من قرية (ورقة) شرقي جبل رفان، وتحيط بها الأراضي الزراعية والأودية، أجريت فيها حفريات أثرية، تم فيها العثور على شواهد تدل على أنها مستوطنة من العصر الحميري.

## الحمامات المعدنية
تمتلك مديرية الميفعة عدداً من الحمامات المعدنية الطبيعية المتميزة على مستوى اليمن التي يقصدها السكان لعلاج عدد كبير من الأمراض، وخاصة الأمراض الجلدية والروماتيزم وغيرها، وتلك الحمامات هي:

### حمامات جبل اللسي
يقع إلى الشرق من مدينة ذمار ويبعد عنها (13 كم) فقط. وتنتشر الحمامات في جوانب الجبل وهي عبارة عن كهوف واسعة تخرج منها أبخرة كبريتية ساخنة مشبعة ببخار الماء، وفي قمة الجبل التي يتوسطها فوهة دائرية كبيرة تمثل فوهة البركان الخامد يوجد عدد آخر من الحمامات الكهفية وتتميز قمة الجبل بأنها محاطة بسور أثري شيده العثمانيون في مطلع القرن السابع عشر لأن المقاومة اليمنية كانت تصنع البارود من جبل اللسي.

### حمامات جبل إسبيل
إلى الشرق من جبل اللسي وتبعد عنه بحوالي (15 كم)، وهي كهوف تماثل تلك الموجودة في جبل اللسي، ومن المكتشفات الجديدة في جبل إسبيل العثور في أحد الكهوف المجاورة لقرية جرف إسبيل على مومياء لطفل لا يتجاوز عمره عامين.

### الجميمة
قرية في عنس تقع على حدود محافظة البيضاء وذمار. تضم معالم تضم كتابات حميرية، وفيها جبل (يراخ) وحمة الضبع ووادي فاع فيد ونباع.[بحاجة لمصدر]

## الأسواق الشعبية
سوق سنبان أهم أسواق المديرية وكانت تقام يوم الأحد من كل أسبوع، ولكنها أصبحت سوقا يومية. تكون أكثر ازدحاما بالباعة والمشترين في يوم الأحد.